# Verbena stuprosa
Verbena stuprosa är en verbenaväxtart som beskrevs av Harold Norman Moldenke. Verbena stuprosa ingår i släktet verbenor, och familjen verbenaväxter. Inga underarter finns listade i Catalogue of Life.